# Turbicellepora liouvillei
Turbicellepora liouvillei är en mossdjursart som först beskrevs av Ferdinand Canu och Ray Smith Bassler 1925.  Turbicellepora liouvillei ingår i släktet Turbicellepora och familjen Celleporidae. Inga underarter finns listade i Catalogue of Life.